# Antoni Łazarkiewicz

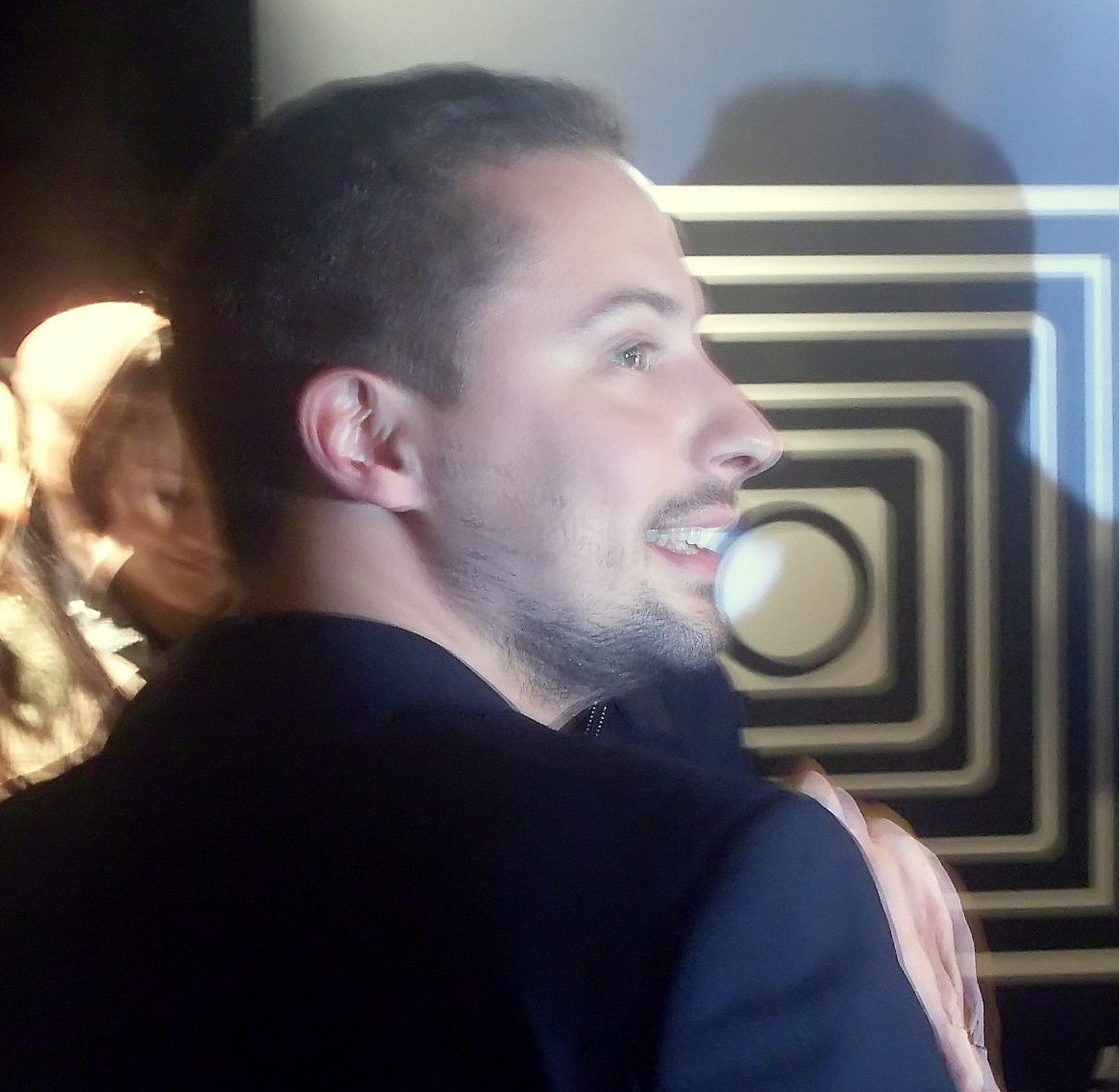
Antoni Łazarkiewicz (2008)

Antoni Komasa-Łazarkiewicz (* 12. März 1980 in Warschau, Polen) ist ein polnischer Komponist.

## Biografie
Antoni Łazarkiewicz ist der Sohn der beiden Filmemacher Piotr und Magdalena Łazarkiewicz. Er ist der Enkel von Henryk Holland und somit auch der Neffe der Regisseurin Agnieszka Holland. Von 1994 bis 1998 besuchte er ein Musikgymnasium in Warschau. Anschließend studierte er bis 2003 Komposition bei Marek Stachowski an der Musikakademie Krakau. Seitdem ist er als Filmkomponist tätig. Für seine Musik in Agnieszka Hollands Kriegsdrama In Darkness wurde er 2011 für den Polnischen Filmpreis in der Kategorie der Besten Filmmusik nominiert.

## Filmografie (Auswahl)
- 2002: Julies Reise (Julia Walking Home)
- 2006: Winterreise
- 2007: Unsere Straße ist nicht mehr (Our Street)
- 2008: Die zweite Frau
- 2011: In Darkness (W ciemności)
- 2012: Igor und die Reise der Kraniche (Igor & the Cranes’ Journey)
- 2012: Jäger des Augenblicks – Ein Abenteuer am Mount Roraima (Roraima: Climbing the Lost World)
- 2013: Burning Bush – Die Helden von Prag (Hořící keř)
- 2014: Das Ende der Geduld
- 2014: Warschau ’44
- 2017: Die Spur (Pokot)
- 2018: 1983 (Fernsehserie)
- 2019: Red Secrets – Im Fadenkreuz Stalins (Mr. Jones)
- 2020: Abenteuer eines Mathematikers (Adventures of a Mathematician)
- 2020: Charlatan
- 2020: Quo Vadis, Aida?
- 2020: Der Überläufer (Fernsehfilm)
- 2023: Tatort: Murot und das Paradies
- 2024: Treasure – Familie ist ein fremdes Land